# 聖佩德羅拉拉古納

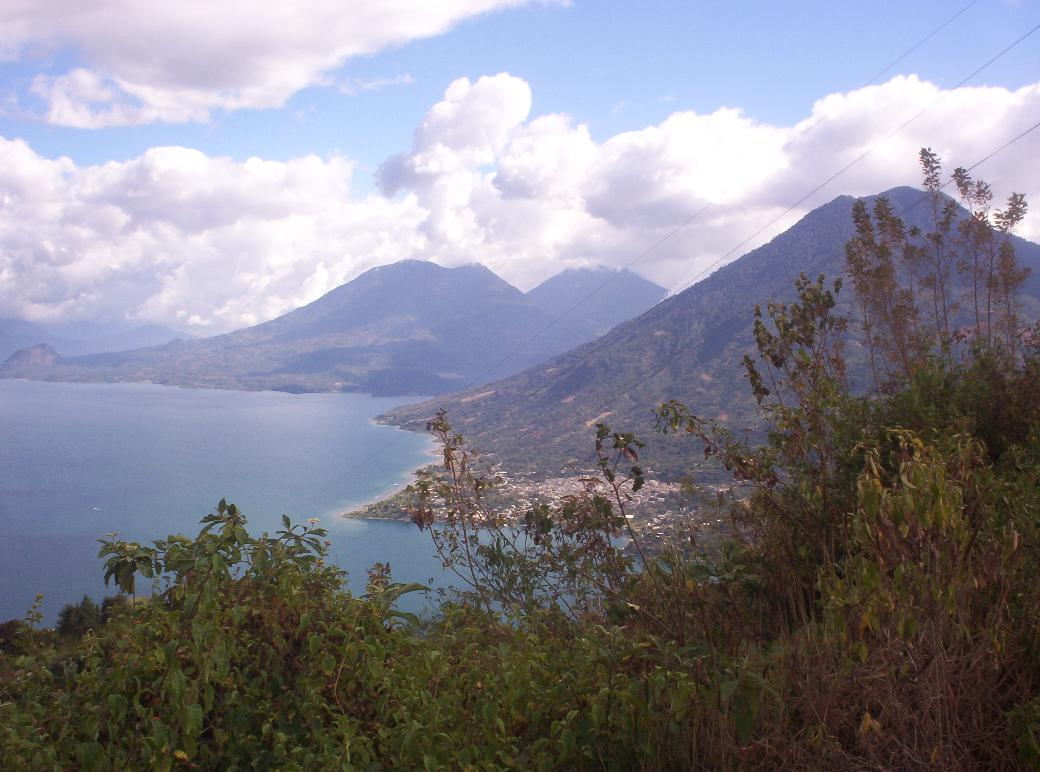

|latd=14 |latm=41  |lats=38 |latNS=N
|longd=91|longm=16 |longs=19 |longEW=W
聖佩德羅拉拉古納（西班牙語：San Pedro La Laguna），是危地馬拉的城鎮，位於該國西南部，由索洛拉省負責管轄，面積24平方公里，海拔高度1,693米，2002年人口9,034，人口密度每平方公里376.42人。